# جباب حمد (سوریه)
جَباب حَمد دهکده ای در استان حمص و شرق شهر حمص است. بر پایه آمارهای سال ۲۰۰۴ جمعیت این دهکده ۳۷۸ نفر است.